# 버스정보시스템
버스정보시스템(Bus Information System, BIS)은 버스의 운행정보를 실시간으로 전하는 첨단교통시스템을 말한다.
각 버스에 GPS 장치를 설치하여 네트워크망을 거쳐 교통정보센터에 전송된 데이터를 인터넷 홈페이지, 휴대 전화의 SMS 서비스, 정류장에 설치된 전광판이나 버스 정보 단말기(Bus Information Terminal, BIT) 등으로 다시 전송하여 제공하는 방식으로 이루어져 있다. 대한민국에서는 경기도 부천시가 2000년 12월에 최초로 이 시스템을 도입하였다.